# The Dick Van Dyke Show
El Show de Dick Van Dyke es una serie de televisión estadounidense, comedia que se emitió por la cadena televisiva CBS desde el 3 de octubre de 1961 hasta el 1 de junio de 1966. 
Creada y dirigida Carl Reiner, producida por Reiner con Bill Persky y Sam Denoff, protagonizada por Dick Van Dyke, Rose Marie, Morey Amsterdam, Mary Tyler Moore y Richard Deacon. El programa se grababa con participación de público en el estudio, escuchándose sus risas y aplausos en cada situación cómica, a veces la cámara les mostraba. El tema musical de apertura del programa fue escrito por Earle Hagen. [cita requerida]
La serie ganó 15 Emmys. En 1997, los episodios "Coast-to-Coast Big Mouth" y "It May Look Like a Walnut" fueron considerados el número 8 y 15, respectivamente, en la Lista de TV Guide de 100 Episodios de todos los tiempos. En 2002, fue considerado número 13 en la Lista de TV Guide de 50 mejores shows de todos los tiempos.

## Argumento
Los dos principales escenarios del programa eran la oficina de trabajo y la casa de Rob Petrie (Dick Van Dyke), el guionista principal de una "comedia y show de variedades" producido en Manhattan. Mostraba a los espectadores una visión de cómo un programa de televisión (el ficticio Show de Alan Brady) era escrito y producido. Muchas escenas contienen a Rob y sus compañeros de trabajo, los escritores Buddy Sorrel (Morey Amsterdam) y Sally Rogers (Rose Marie). Mel Cooley (Richard Deacon), un hombre serio que se estaba quedando calvo y era blanco de numerosos e insultantes chistes de Buddy, quien era el productor y a la vez yerno de la estrella del programa, Alan Brady (Carl Reiner). Como Rob, Buddy y Sally escribían para una comedia, podían estar haciendo chistes constantemente. Otras escenas se centran en la vida hogareña de Rob, su mujer Laura (Mary Tyler Moore) y su hijo Richie (Larry Mathews), quienes vivían en la calle Bonnie Meadow n.º 148, en New Rochelle (estado de Nueva York). También se ven muy a menudo a sus vecinos y amigos, Jerry Helper (Jerry Paris), un dentista, y su mujer Millie (Ann Morgan Guilbert).

## Episodios

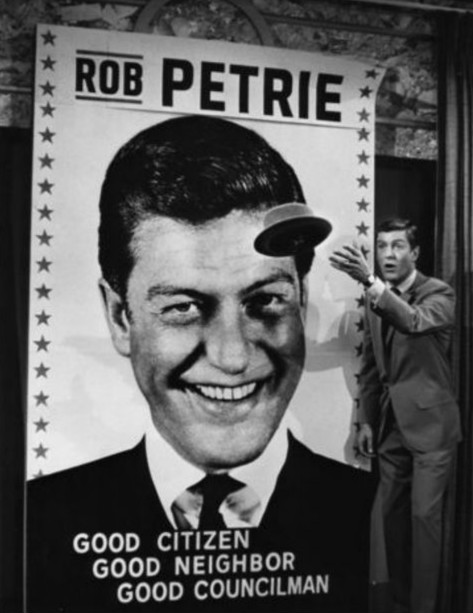
Rob tira su sombrero en las elecciones para concejal

Al menos tres episodios fueron filmados sin público: "The Bad Old Days," cuya característica era una escena retrospectiva realizada con efectos especiales, que no permitía la grabación con público en el estudio; "The Alan Brady Show Presents," el cual requería elaborados cambios de escenario y vestuario; y "Happy Birthday and Too Many More," el cual fue grabado el 26 de noviembre de 1963, solo cuatro días después del asesinato de John F. Kennedy.
Reiner consideró cambiar la producción de la serie a todo color, ya en la tercera temporada, solo abandonó la idea cuando se le informó que se sumarían unos US $ 7.000 al costo de cada episodio.

## Personajes
Principales:

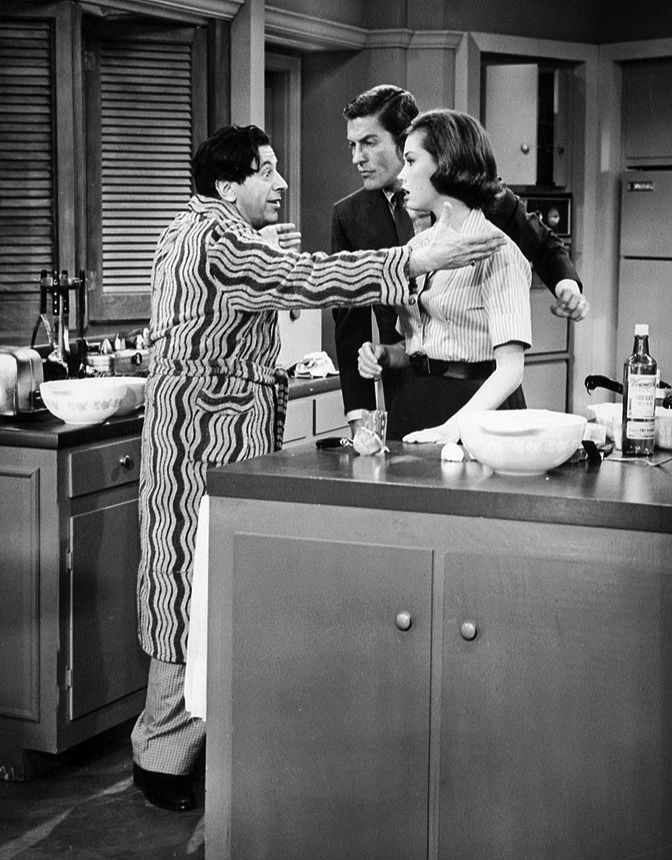
Morey Amsterdam como Buddy, en la casa del matrimonio Petrie interpretado por Dick Van Dyke y Mary Tyler Moore, en El Show de Dick Van Dyke en 1962.

- Rob Petrie (Robert Simpson Petrie; interpretado por Dick Van Dyke) – guionista principal de una ficticia serie de televisión en New York llamada The Alan Brady Show. El papel de Rob Petrie casi le fue dado a Johnny Carson; sin embargo, Sheldon Leonard, el productor ejecutivo del show, propuso a Van Dyke.
- Laura Petrie (nacida Laura Meehan; interpretada por Mary Tyler Moore) – la esposa de Rob. A sus 17 años era bailarina de la U.S.O., después de conocer y casarse con Rob se convirtió en ama de casa. Cerca de 60 actrices se presentaron a las audiciones antes de que Moore fuera elegida. Moore escribió más tarde que ella estuvo a punto de saltarse la audición.
- Buddy Sorrell (Maurice Sorrell; interpretado por Morey Amsterdam) – una enérgica (y a veces jocosa) "máquina humana de chistes", uno de los escritores de comedia. Amsterdam fue recomendado para el papel por Rose Marie tan pronto como había sido contratada para la serie. Buddy está constantemente riéndose de Mel Cooley, el productor de la serie, porque es calvo y aburrido. Su personalidad está basada vagamente en Mel Brooks que también escribió para Your Show of Shows. Hace frecuentes chistes sobre su esposa "Pickles." En varios episodios se menciona que Buddy es judío. Se le identifica con su nombre judío, Moishe Selig, cuando tiene un bar mitzvah atrasado en el capítulo "Buddy Sorrell – Hombre y Niño." Además, Buddy es dueño de un gran pastor alemán llamado Larry y toca el chelo. Buddy apareció como invitado en el Show de Danny Thomas en el episodio "La mujer detrás de los chistes", que se emitió el 21 de octubre de 1963.
- Sally Rogers (interpretada por Rose Marie) – otro de los escritores de comedia (y la mecanógrafa designada por el trío cómico) que siempre está buscando un marido. El personaje estaba basado vagamente en Selma Diamond y Lucille Kallen, las dos escritoras de Your Show of Shows. Nunca bebe y frecuentemente habla con frases de su "Tía Agnes en Cleveland". Tiene una relación intermitente con su novio Herman Glimscher, que parece ser un chico demasiado mimado como para casarse. A menudo asusta a los hombres con su sentido del humor y fuerte personalidad.
- Ritchie Petrie (Richard Rosebud Petrie; interpretado por Larry Mathews) – el hijo de Rob y Laura (su segundo nombre es un acrónimo de "Robert Oscar Sam Edward Benjamin Ulysses David," todos los nombres sugeridos por los familiares de Rob y Laura en el episodio "What's in a Middle Name?").[9]

Secundarios:
- Melvin "Mel" Cooley (Richard Deacon) – el productor que se está quedando calvo del Show de Alan Brady—y el yerno de Alan Brady. Aunque Mel puede ser un servil hombre para el exigente Brady, también se ve que es un productor dedicado y competente. Mel discute constantemente con Buddy, que frecuentemente hace comentarios insultantes relacionados con la calvicie de Mel, a los cuales Mel suele responder con un simple "Yechh!"
- Millie Helper (Ann Morgan Guilbert) – la vecina de los Petrie y la mejor amiga de Laura.
- Jerry Helper (Jerry Paris) – el marido de Millie, mejor amigo de Rob y un dentista.
- Alan Brady (Carl Reiner) – la estrella egocéntrica del "Show de Alan Brady". Originalmente un personaje que no aparecía en pantalla, al que luego solo se veía de espaldas o se oía su voz, Brady empezó a aparecer completamente en la cuarta temporada. Alan apareció en el capítulo de "Loco por ti" llamado "El Show de Alan Brady", que cogía su nombre del show ficticio dentro del "Show de Dick Van Dyke"y que se emitió el 16 de febrero de 1995.
- Stacey Petrie (Jerry Van Dyke) – hermano de Rob, toca el banjo y es una vez sonámbulo, interpretado por el hermano de Dick Van Dyke en la vida real.
- Fiona "Pickles" Conway Sorrell (Barbara Perry/Joan Shawlee) – la mujer de Buddy. Se convierte en un personaje fuera de la pantalla después de la segunda temporada.
- Herman Glimscher (Bill Idelson) – novio empollón y ocasional de Sally. En la reunión especial de 2004, Sally y Herman habían estado casados durante años. (In an early episode, Sally mentioned having dated a Woodrow Glimscher, presumably a relative, until Woodrow's overbearing mother arranged for her to date Herman instead.)
- Sam (or Edward) and Clara Petrie – (Will Wright/J. Pat O'Malley/Tom Tully and Carol Veazie/Isabel Randolph) son los padres de Rob.
- Mr. and Mrs. Alan Meehan – (Carl Benton Reid and Geraldine Wall) son los padres de Laura.
- Freddie Helper (Peter Oliphant) – el hijo de Millie y Jerry Helper y el mejor amigo de Richie.
- Sol/Sam Pomeroy/Pomerantz – compinche de Rob en el ejército en episodios retrospectivos, originalmente fue interpretado por Marty Ingels. Los nombres de los personajes cambiaban durante el curso de las series. Ingels dejó el papel en 1962 para protagonizar I'm Dickens, He's Fenster. En 1963, el papel fue interpretado por dos actores, Allan Melvin y Henry Calvin.[10]
- El chico de las entregas – originalmente era un personaje sin nombre, interpretado por Jamie Farr en cuatro episodios de la temporada uno. Posteriormente, se le dio el nombre de Willie y Herbie Faye interpretó el papel. (Faye, además, interpretó otros papeles en episodios posteriores.)

Un grupo de actores de carácter desempeñaron varios papeles diferentes durante cinco temporadas. Actores que aparecieron más de una vez, a veces en papeles diferentes, fueron Johnny Silver, Amzie Strickland, Eleanor Audley, Sandy Kenyon (quien además apareció en la reunión especial de 2014), Jackie Joseph, Doris Singleton, Peter Hobbs, Len Weinrib, Burt Remsen, George Tyne, Bella Bruck, Jerry Hausner, Herb Vigran, Alvy Moore, Jane Dulo, Bernard Fox, Dabbs Greer, Elvia Allman (como la madre de Herman Glimscher) y Tiny Brauer. Frank Adamo, quien fue el suplente de Van Dyke, también desempeñó pequeños papeles en varios episodios a lo largo de cinco años del programa.

## Producción
Muchos de los argumentos de la serie fueron inspirados por las experiencias de Reiner, como escritor de Your Show of Shows, pero a pesar de que basó el personaje de Rob Petrie en sí mismo, el jefe egocéntrico de Rob, Alan Brady Sid Caesar (presentador de Your Show of Shows) es una combinación de los más abrasivos Milton Berle y Jackie Gleason, según el mismo Reiner.
Carl Reiner, inicialmente, iba a producir y protagonizar la serie, que iba a ser titulada Cabeza de Familia. El episodio piloto fue escrito por Reiner en 1960, pero no tuvo éxito.
La CBS tenía la intención de cancelar el show después de su primera temporada, pero Procter & Gamble amenazó con retirar su publicidad de "la extremadamente lucrativa red daytime lineup" y el show fue renovado, manteniendo su horario de miércoles por la noche.
Después de las repeticiones de verano, el show saltó al top 10 en el tercer episodio de la segunda temporada. Ayudado quizás por el hecho de que era emitido directamente después del nuevo n.º 1, The Beverly Hillbillies.

## Crossovers
En 1963, Morey Amsterdam fue la estrella invitada, como Buddy Sorrell, durante la última temporada de The Danny Thomas Show en el episodio "La Mujer Detrás de las bromas".
Tres décadas después de interpretar sus respectivos papeles de Sally y Buddy, Marie Rose y Morey Amsterdam, los repitieron en un episodio de Herman's Head titulado "Cuando Hairy conoció a Hermy".
Carl Reiner volvió a interpretar el papel de Alan Brady en un episodio de Mad About You llamado después "El show de Alan Brady", una aparición que le valió el Premio Emmy al actor invitado en una Serie de comedia.

## Reencuentros de actores
En 1969, Van Dyke y Moore se reunieron para un especial de variedades de una hora llamado Dick Van Dyke y la otra mujer, que incluía una alternativa nunca antes vista, tomar uno de los episodios de la serie en el que Van Dyke se quiebra y llora, en lugar de estar decepcionado, después ser despedido de un papel en una película,. Un episodio de 1979 de The Mary Tyler Moore Hour que contó con Van Dyke y Moore repitiendo sus papeles como los Petries en un breve esbozo presentado como una lluvia de ideas de Van Dyke (estrella invitada como sí mismo) y los escritores de la serie de variedades de Mary McKinnon (Moore), quienes señalaron McKinnon parecido con "la chica que interpretó Laura Petrie". En un episodio de 1995 de la serie de Mad About You, Carl Reiner volvió a interpretar el papel de Alan Brady, apareciendo en un documental de Paul Buchmann (Paul Reiser) sobre los primeros días de la televisión. El episodio incluía varias referencias a El Show de Dick Van Dyke, incluyendo una escena en la que Reiner y Reiser discuten si sería más divertido tropezar con una otomana, o pasar por encima de ella en el último momento. En 2003, Land TV produjo El Show de Alan Brady, una especial animado y presentado como un episodio del show dentro de El show de Dick Van Dyke. Reiner, Van Dyke, y Marie Rose contribuyeron con sus voces para el show. Una reunión de cine en 2004, The Dick Van Dyke Show Revisited, reunió a los miembros del elenco que aún vivían. En esta continuación, Rob y Laura han dejado su casa de New Rochelle a Richie y se habían mudado a Manhattan, donde Laura dirigía un estudio de baile. Alan Brady vuelve a entrar en su vida al pedir a Rob que escribiera su panegírico, con la ayuda de una felizmente casada Sally Rogers.

## Letra de la canción principal
En 2010 durante una entrevista en la National Public Radio, Van Dyke reveló que Morey Amsterdam escribió un set de letras para la canción del show:
So you think that you've got troubles?
Well, trouble's a bubble
So tell old Mr. Trouble to get lost!
Why not hold your head up high and
Stop cryin', start tryin'
And don't forget to keep your fingers crossed.
When you find the joy of livin'
Is lovin' and givin'
You'll be there when the winning dice are tossed.
A smile is just a frown that's turned upside down
So smile, and that frown will defrost.
And don't forget to keep your fingers crossed
Bud-ump bump!

## Historia de emisión
- Martes de 8:00 a 8:30 p. m. en la CBS: De octubre 3 a 26 de diciembre de 1961.
- Miércoles de 9:30 a 10:00 p. m. en la CBS: Desde el 3 de enero de 1962 hasta el 13 de mayo de 1964; desde el 15 de septiembre de 1965 hasta el 1 de junio de 1966.
- Miércoles de 9:00 a 9:30 p. m. en la CBS: Desde el 23 de septiembre de 1964 hasta el 26 de mayo de 1965.

## Premios Emmys
The Dick Van Dyke Show fue nominado a 25 Primetime Emmy Awards y ganó 15.
- 1961–1962 (presentado el 22 de mayo de 1962)[16]
  - Outstanding Directorial Achievement in Comedy: John Rich – Nominado
  - Outstanding Writing Achievement in Comedy: Carl Reiner – Ganador
- 1962–1963 (presentado el 26 de mayo de 1963)[17]
  - Mejor interpretación continuada de un actor en una serie (Lead): Dick Van Dyke – Nominado
  - Mejor interpretación continuada de una actriz en una serie (Lead): Mary Tyler Moore – Nominada
  - Outstanding Directorial Achievement in Comedy: John Rich – Ganador
  - Mejor interpretación de actriz de reparto: Rose Marie – Nominada
  - Outstanding Program Achievement in the Field of Humor – Ganador
  - Outstanding Writing Achievement in Comedy: Carl Reiner – Ganador
- 1963–1964 (presentado el 25 de mayo de 1964)[18]
  - Mejor interpretación continuada de un actor en una serie (Lead): Dick Van Dyke – Ganador
  - Mejor interpretación continuada de una actriz en una serie (Lead): Mary Tyler Moore – Ganadora
  - Outstanding Directorial Achievement in Comedy: Jerry Paris – Ganador
  - Mejor interpretación de actriz de reparto: Rose Marie – Nominada
  - Outstanding Program Achievement in the Field of Comedy – Ganador
  - Outstanding Writing Achievement in Comedy or Variety: Carl Reiner, Sam Denoff and Bill Persky – Ganadores
- 1964–1965 (presentado el 12 de septiembre de 1965)[19]
  - Outstanding Individual Achievements in Entertainment – Actors and Performers: Dick Van Dyke – Ganador (Shared with Lynn Fontanne y Alfred Lunt por Hallmark Hall of Fame: "The Magnificent Yankee" y Barbra Streisand por My Name is Barbra)
  - Outstanding Individual Achievements in Entertainment – Writers: Carl Reiner for "Never Bathe on Saturday" – Nominatdo
  - Outstanding Program Achievements in Entertainment: Carl Reiner, producer – Ganador
- 1965–1966 (presentado el 22 de mayo de 1966)[20]
  - Mejor serie de comedia: Carl Reiner, producer – Ganador
  - Mejor interpretación continuada de un actor principal en una serie de comedia: Dick Van Dyke – Ganador
  - Mejor interpretación continuada de una actriz principal en una serie de comedia: Mary Tyler Moore – Ganadora
  - Outstanding Directorial Achievement in Comedy: Jerry Paris – Nominado
  - Mejor interpretación de actor de reparto en una comedia: Morey Amsterdam – Nominado
  - Mejor interpretación de actriz de reparto en una comedia: Rose Marie – Nominada
  - Mejor guion de comedia:
    - Bill Persky y Sam Denoff por "Coast to Coast Big Mouth" – Ganador
    - Bill Persky y Sam Denoff por "The Ugliest Dog in the World" – Nominado

## Estrenos en video
Image Entertainment ha lanzado las cinco temporadas de The Dick Van Dyke Show en DVD en la Región 1. Las temporadas salieron a la venta, entre octubre de 2003 y junio de 2004. Además, el 24 de mayo de 2005, Image Entertainment reempaquetó los discos en una caja que contenía todas las temporadas de la serie. En Blu-ray, la serie completa, remasterizada en alta definición, fue estrenada el 13 de noviembre de 2012.
En la Región 2, Revelation Films estrenó las dos primeras temporadas en DVD en el Reino Unido.
En la Región 4, Umbrella Entertainment estrenó la primera temporada en DVD, en Australia, el 1 de septiembre de 2011.
| Nombre DVD        | Ep# | Fecha de estreno                                           |
| ----------------- | --- | ---------------------------------------------------------- |
| Temporada 1       | 31  | 21 de octubre de 2003                                      |
| Temporada 2       | 33  | Octubre de 2003                                            |
| Temporada 3       | 31  | 24 de febrero de 2004                                      |
| Temporada 4       | 32  | 27 de abril de 2004                                        |
| Temporada 5       | 31  | 29 de junio de 2004                                        |
| La serie completa | 158 | 24 de mayo de 2005 (DVD) 13 de noviembre de 2012 (Blu-ray) |